# Callithrix penicillata
Callithrix penicillata är en däggdjursart som först beskrevs av Étienne Geoffroy Saint-Hilaire 1812.  Callithrix penicillata ingår i släktet silkesapor och familjen kloapor. IUCN kategoriserar arten globalt som livskraftig. Inga underarter finns listade.
Denna silkesapa förekommer i centrala och södra Brasilien i delstaterna Bahia, Goiás, Mato Grosso do Sul, Minas Gerais, São Paulo och Tocantins. Den introducerades dessutom av människan i delstaten Espírito Santo. Arten vistas där i olika slags skogar som galleriskogar eller mindre skogsområden i savannlandskapet Cerradon.
Djuret är liksom andra silkesapor allätare. Födan utgörs bland annat av frukter, nektar, blommor och naturgummi som kompletteras med några smådjur som insekter, grodor och ödlor. Tillsammans med Callithrix jacchus är Callithrix penicillata den silkesapa som är mest inriktad på naturgummi. Individerna bildar familjegrupper med upp till 15 medlemmar.
Enligt IUCN är hannarnas medelvikt är 345 gram. Arten blir 20 till 23 cm lång (huvud och bål) och har en 29 till 33 cm lång svans. För ett fåtal exemplar registrerades en vikt av cirka 180 g (honor) respektive 225 g (hannar). Artepitet i det vetenskapliga namnet syftar på 4 till 5 cm långa svarta tofsar framför öronen som liknar penslar. Callithrix penicillata har en spräcklig gråvit päls på bålen med gula skuggor på bakbenen. Liksom hos andra medlemmar i undersläktet Callithrix har arten svarta och vita ringar på svansen. Hjässan kännetecknas av en trekantig vit fläck.